# Fort Dźajsalmer
Fort Dźajsalmer, znany również jako Złoty Fort (Sonar Quila), jest jednym z największych i najstarszych zamieszkałych fortów na świecie. Znajduje się w Indiach, w mieście Dźajsalmer w stanie Radżastan. Fort wznosi się na wzgórzu Trikuta na pustyni Thar, co nadaje mu strategiczne i malownicze znaczenie.

## Historia
Fort Dźajsalmer został zbudowany w 1156 przez Rawala Jaisala, pierwszego władcę Dźajsalmeru, w celu ochrony i kontroli handlu na Jedwabnym Szlaku łączącym Indie z Azją Środkową. Dzięki swojemu strategicznemu położeniu fort przyciągał zarówno handlarzy, jak i najeźdźców.
W 1294 roku fort został oblężony przez wojska Alauddina Chaldżiego , muzułmańskiego władcy Sułtanatu Delhijskiego. W trakcie oblężenia wiele kobiet w fortecy dokonało jauharu (rytualnego samospalenia), aby uniknąć niewoli. Po 9 latach fort został odzyskany przez dynastię Bhati. Kolejny raz for został zdobyty przez sułtana Firoza Shaha Tughlaqa w XIV wieku - również wtedy kobiety z Jaisalmeru, aby uniknąć niewoli i zniewolenia, popełniały jauhar. W 1541 roku cesarz z dynastii Wielkich Mogołów Humajun próbował zdobyć fort, lecz zawarto polityczny sojusz, który utrzymał go pod kontrolą Mogołów aż do 1762 roku kiedy pełną kontrolę nad nim przejął radżpucki władca Maharawala Mulraja. W późniejszych latach Dźajsalmer nawiązał sojusz z Brytyjską Kompanią Wschodnioindyjską, co umocniło jego status jako księstwa. W 1947 roku, po uzyskaniu niepodległości przez Indie, Dźajsalmer stał się częścią Unii Indii, a fort nadal pozostaje symbolem odwagi mieszkańców regionu.

## Architektura
Umocnienia fortu składają się z trzech pierścieni murów obronnych Zewnętrzny pierścień, zbudowany z solidnych bloków kamiennych, wzmacnia niestabilne podłoże wzgórza Trikuta. Drugi pierścień otacza fort spiralnie, a trzeci, wewnętrzny, służył jako punkt obrony, z którego obrońcy zrzucali na wrogów wrzącą wodę, olej i masywne bloki kamienne. Fort posiada 99 bastionów, z czego 92 zbudowano w latach 1633–1647 i przeznaczono na platformy artyleryjskie. Do fortu prowadzą cztery  bramy Ganesh Pol, Suraj Pol, Bhoot Pol i Hawa Pol, a w jego wnętrzu znajdują się liczne haweli oraz świątynie, pochodzące z XII–XV wieku.

## Znaczenie współczesne
Fort Dźajsalmer, wpisany na listę Światowego Dziedzictwa UNESCO, jest jednym z niewielu zamieszkanych fortów na świecie. Obecnie mieszka w nim około 4 tysiące osób. Fort jest również popularną atrakcją turystyczną.